# Strada statale 36 del Lago di Como e dello Spluga
Die Strada statale 36 (SS 36) ist eine italienische Staatsstraße, die 1928 zwischen Mailand und dem Splügenpass, der Grenze zur Schweiz, festgelegt wurde. Der südliche Teil geht zurück auf die 1923 festgelegte Strada nazionale 28. Wegen ihres Verlaufes am Ufer des Comer Sees und auf den Splügenpass erhielt sie den namentlichen Titel „del Lago di Como e dello Spluga“. Zwischen Mailand und Lecco wurde die SS 36 1990 auf eine Schnellstraße gelegt, westlich der alten Trasse und teilweise in einem Abstand von bis zu  10 Kilometern. Dabei wurde die aus Mailand herausführende alte Trasse zur Provinzialstraße. Hinter Usmate erhielt sie eine neue Nummer – SS 342 dir (Seitenast der SS 342). Nach Erreichen der SS 342 ist sie dann wieder Provinzialstraße mit der Nummer 72. Im weiteren Verlauf, von Lecco am Comer See entlang bis nordöstlich Colico, ist die neue Schnellstraße oberhalb der alten Trasse weitgehend in Tunnels geführt, während die alte Straße entlang des Seeufers und durch alle Ortschaften zur SP 72 wurde. Zuvor schon war um den Ortskern von Varenna eine Umgehungsstraße eingerichtet worden. Von 1937 bis 1970 schloss in der Schweiz die nummerierte Hauptstrasse 64 nach Splügen an.